# Kommissariat 9
Kommissariat 9 (o anche: Kommissariat IX) è una serie televisiva tedesca di genere poliziesco ideata da Rolf Schulz  e prodotta dal 1975 al 1979 da FWF Film Fritz Wagner Berlin per la Berliner Werbefunk GmbH. Interpreti principali sonoEdgar Ott, Klaus Tiedemann, Herbert Steinmetz e Walter Riss.
La serie, che venne trasmessa in prima visione da varie emittenti regionali dell'ARD, ovvero BR, NDR, WDR, HR, SWF e SDR, si compone di 3 stagioni, per un totale di 39 episodi (13 per stagione), della durata di 25 minuti ciascuno. Il primo episodio, intitolato Tamaro-Bau GmbH & Co. KG., fu trasmesso in prima visione dall'emittente locale BR martedì16 luglio 1975.

## Trama
Protagonisti delle vicende sono alcuni poliziotti che fanno parte del Commissariato nr. 9, una divisione della polizia di Berlino che si occupa di reati connessi al patrimonio, come truffe, ecc.

## Episodi
| Stagione         | Puntate | Prima TV Germania | Prima TV Italia |
| ---------------- | ------- | ----------------- | --------------- |
| Prima stagione   | 13      | 1975              | inedita         |
| Seconda stagione | 13      | 1978              | inedita         |
| Terza stagione   | 13      | ?                 | inedita         |